# Chabinas-Brücke
Die Chabinas-Brücke, Cendere-Brücke (türkisch: Cendere Köprüsü) oder Septimius-Severus-Brücke ist eine antike Brücke in der Nähe von Eski Kâhta (Provinz Adıyaman) in der Südosttürkei. Die unter Kaiser Septimius Severus (193–211 n. Chr.) errichtete Einbogenbrücke über den Chabinas (Cendere Çayı) besitzt eine lichte Weite von 34,20 m, eine der größten Bogenöffnungen unter allen erhaltenen Römerbrücken.

## Entstehung
Die Brücke wurde gegen Ende des zweiten Jahrhunderts durch die in Samosata stationierte Legio XVI Flavia Firma unter dem Kommando von Lucius Marius Perpetuus errichtet, als auf kaiserlichen Befehl wegen geplanter umfangreicher militärischer Operationen gegen die Parther die entsprechenden Marsch- und Nachschubwege in Ordnung gebracht werden sollten. Der lateinischen Bauinschrift ist zu entnehmen, dass damals eine bereits vorhandene Brücke a soli („von Grund auf“) ersetzt wurde. Aus Zeitmangel wurde das Steinmaterial für den Bau in großen Mengen dem nahe gelegenen kommagenischen Hierothesion am Karakuş entnommen und hertransportiert.
Von den ursprünglichen vier Säulen, die jeweils beiderseits der Brückeneingänge standen, sind noch drei vorhanden. Die beiden an der südwestlichen Seite tragen lateinische Ehreninschriften des Kaisers und seiner Gemahlin Julia Domna. An der gegenüberliegenden Seite steht nur noch die Säule mit der Inschrift für Caracalla, den Sohn und späteren Nachfolger des Severus. Die vierte Säule, die wohl seinem Bruder Geta zugeordnet war, wurde wahrscheinlich 212 nach dessen damnatio memoriae abgetragen.
1998 wurde die Brücke renoviert und für Fahrzeuge bis 5 Tonnen zugelassen; zugleich wurde etwa 500 m östlich eine neue Brücke für den Schwerlastverkehr errichtet. Mittlerweile ist das Bauwerk für den Verkehr gesperrt.